# Andrzej First
Andrzej First (ur. 23 sierpnia 1968 w Gorlicach, zm. 23 listopada 1996 w Krakowie) – polski kick-bokser, mistrz Polski w kick-boxingu, trener kadry narodowej juniorów.

## Życiorys
Maturę zdał w IX Liceum Ogólnokształcącym w Krakowie. Absolwent Akademii Wychowania Fizycznego w Krakowie. W wieku 28 lat został mistrzem Polski w kick-boxingu. Był wielokrotnym reprezentantem kraju. Posiadał trzeci dan, czyli trzeci stopień mistrzostwa. Prowadził założony przez siebie klub kick-boxingu pn. Krakowska Szkoła Sportowa Smok.
Rano 23 listopada 1996 został napadnięty na klatce schodowej bloku przy ul. Stachiewicza w Krakowie. W wyniku tego doznał obrażeń nogi oraz brzucha. Zmarł w krakowskim szpitalu przy ul. Trynitarskiej. Został pochowany na cmentarzu Batowickim (kwatera CXC-płn.-4).

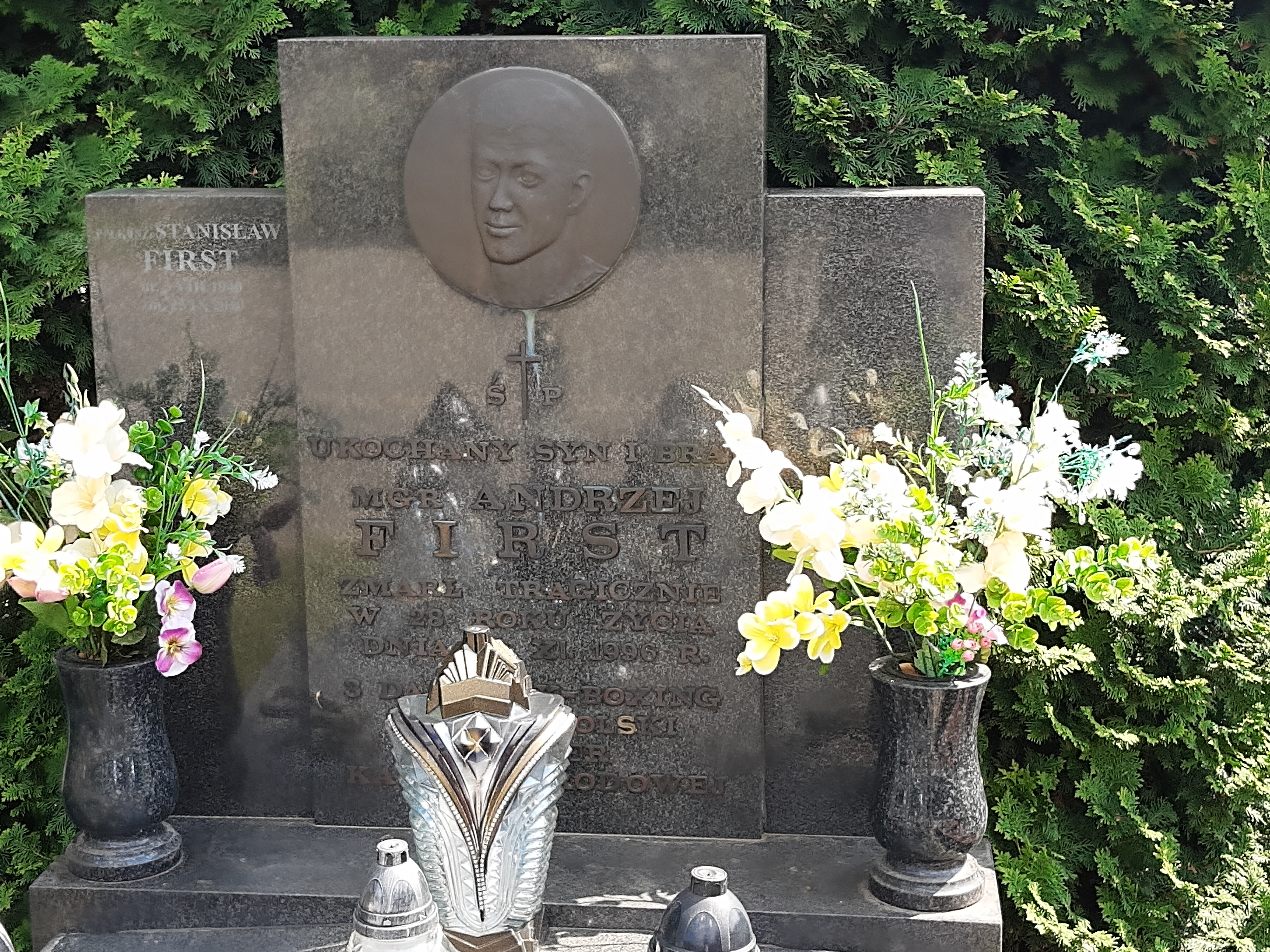
Grób Andrzeja Firsta na Cmentarzu Prądnik Czerwony

Zbrodni dokonano na zlecenie szefa śląskiej mafii, Janusza Treli „Krakowiaka”